# 夜遊薄躄魚
夜遊薄躄魚（Histiophryne pogonius）是輻鰭魚綱鮟鱇目躄魚亞目躄魚科的其中一種，分布於中西太平洋印尼龙目岛及科莫多岛、菲律賓宿霧島附近海域，棲息深度7-12公尺，體長可達4.8公分，棲息在珊瑚礁區，夜行性，生活習性不明。

## 扩展阅读
維基物種上的相關：夜遊薄躄魚